# مارک تاچر
مارک تاچر، بارونت دوم (متولد ۱۵ اوت ۱۹۵۳ ) یک تاجر انگلیسی است. او پسر مارگارت تاچر ، نخست وزیر اسبق بریتانیا از سال ۱۹۹۰ تا ۱۹۷۹، و دنیس تاچر ، و برادر دوقلوی کارول تاچر است.
فعالیت اولیه او در تجارت منجر به این شد که او از موقعیت مادرش سود می برد، به ویژه در رابطه با معامله تسلیحاتی الیمامه . او در سال ۱۹۸۶ بریتانیا را ترک کرد و از آن زمان در ایالات متحده ، سوئیس ، موناکو ، آفریقای جنوبی ، جبل الطارق ، باربادوس ، گرنزی و اسپانیا زندگی کرده است. در سال ۲۰۰۴، ساندی تایمز ثروت او را ۶۰ میلیون پوند تخمین زد که بیشتر آن در حساب های خارج از کشور است.
در سال ۲۰۰۵، او در آفریقای جنوبی به دلیل حمایت مالی از کودتای سال ۲۰۰۴ در گینه استوایی مجرم شناخته شد و به چهار سال حبس تعلیقی و جریمه نقدی محکوم شد.
او از همسر اولش دایان بورگدورف دو فرزند دارد. او در سال ۲۰۰۸ با همسر دوم خود، سارا جین راسل (با نام خانوادگی کلمنس)،  ازدواج کرد. 